# William Lustig
William Lustig (nacido el 1 de febrero de 1955 en El Bronx, Nueva York), también conocido como Bill Lustig, es un director y productor de cine estadounidense que ha trabajado principalmente en el género del terror.

## Carrera
Como director de cine, Lustig es principalmente conocido por las películas Maniac, Vigilante, Uncle Sam y la serie de Maniac Cop. Lustig también ha trabajado como actor interpretando pequeños roles en sus propias cintas y en películas de Sam Raimi, como de extra en Army of Darkness y de trabajador portuario en Darkman. A partir del 2009, Lustig es director ejecutivo de Blue Underground, una compañía especializada en el lanzamiento en DVD de películas oscuras y cine exploitation.

## Filmografía
- Uncle Sam (1996)
- The Expert (1995)
- Maniac Cop III: Badge of Silence (1993)
- Maniac Cop 2 (1990)
- Far Out Man (1990)
- Relentless (1989)
- Hit List (1989)
- Maniac Cop (1988)
- Vigilante (1983)
- Maniac (1980)
- The Violation of Claudia (1977)
- Hot Honey (1977)

## Vida personal
Lustig es sobrino del boxeador Jake LaMotta.